# アイデンティティ (いきものがかりの曲)
「アイデンティティ」は、いきものがかりの楽曲。自身の4作目の配信シングルとして、ソニー・ミュージックレーベルズ / エピックレコードジャパンからダウンロード配信で2019年4月12日に発売された。作詞・作曲は水野良樹。
ヤクルト「ミルミル」のCMソングに使用され、CMにはいきものがかりが出演している。また、CM第2弾には、吉岡聖恵のみが出演した。

## 収録曲
| 全作詞・作曲: 水野良樹。 |                      |           |            |                        |      |
| #                        | タイトル             | 作詞      | 作曲・編曲 | 編曲                   | 時間 |
| 1.                       | 「アイデンティティ」 | 水野良樹  | 水野良樹   | 近藤隆史・田中ユウスケ | 5:14 |
| 合計時間:                | 合計時間:            | 合計時間: | 5:14       |                        |      |

## 曲解説
1. アイデンティティ